# 杉崎和子
杉崎 和子（すぎさき かずこ、1932年1月7日 - ）は、日本のアメリカ文学者、岐阜聖徳学園大学名誉教授。
ホイッティア大学英文学科卒、1973年オクシデンタル大学大学院博士課程修了、Ph.d。カリフォルニア州立大学講師、桜美林大学教授、名城大学理工学部教授、聖徳学園岐阜教育大学外国語学部教授。
アナイス・ニンの研究家である。

## 著書
- カリフォルニアを目指せ 幌馬車隊三二〇〇キロの旅 彩流社 2004.2

## 翻訳
- 悪徳の報酬 極めて道徳的な物語 ローラ・バーフォード（英語版） 中田耕治共訳 立風書房 1975
- 目覚め ケイト・ショパン 牧神社 1977
- 冷淡な傍観者 思いやりの社会心理学 ビブ・ラタネ（英語版）、ジョン・ダーリー（英語版） 竹村研一共訳 ブレーン出版 1977.3
- 結婚しない女 キャロル・デシェリス・ヒル サンリオ 1978.6
- デルタ・オヴ・ヴィーナス アナイス・ニン 高見浩共訳 二見書房 1980.11 「ヴィーナスの戯れ」富士見ロマン文庫
- リトル・バード アナイス・ニンのエロチカ13篇 富士見書房 1982.6 「ヴィーナスのためいき」富士見ロマン文庫
- プリンセスへの鎮魂歌 ルース・M・アーサー（英語版） 1982.11 (集英社文庫)
- ふたり物語 アーシュラ・K・ル・グイン 1983.5 (集英社文庫)
- ビギナーズ・ラブ ノーマ・クライン（英語版） 1984.6 (集英社文庫)
- ヘンリー&ジューン アナイス・ニン 1990.12 (角川文庫)
- インセスト アナイス・ニンの愛の日記「無削除版」 1932～1934 彩流社 2008.2